# Superdesert
Superdesert ist ein Musikalbum von 100nka & Herb Robertson. Die zu unbekanntem Zeitpunkt entstandenen Aufnahmen erschienen 2009 auf Not Two Records.

## Hintergrund
Herb Robertson war ein unerschrockener Trompeter, der sich offenkundig gerne in ungewöhnliche Situationen begab: Nach seiner aus zwei Trompetern bestehenden Gruppe, die er mit Dave Ballou mit dem MacroQuarktet gebildet hatte (The Complete Night: Live at the Stone NYC), arbeitete der Trompeter Herb Robertson als Sideman in verschiedenen Gruppen und in Ad-hoc-Zusammenschlüssen wie einem Trio mit Evan Parker und Agustí Fernández oder absolvierte Gastauftritte bei Pierre Dørges New Jungle Orchestra. Auf Superdesert arbeitete Robertson mit dem polnischen Trio 100nka zusammen. Dies bestand aus dem Gitarristen Tomek Leś, dem Bassisten Adam Stodolski und dem Schlagzeuger Przemek Borowieki und legte zwischen 2004 und 2022 fünf Alben vor.

## Titelliste
- 100nka and Herb Robertson: Superdesert (Not Two Records MW 821-2)[1]

1. Elephant Shit
2. Horse Shit
3. Cat Shit
4. Donkey Shit
5. Snake Shit
6. Moose Shit
7. Rabbit Shit
8. Parrot Shit
9. Dog Shit
10. Cow Shit
11. Hamster Shit
12. Camel Shit
13. Bull Shit

## Rezeption
Nach Ansicht von Robert Iannapollo, der das Album in All About Jazz rezensierte, würden die Musiker eine kämpferische Gruppe bilden, die sich anscheinend mehr um zersplitterten Klang und Rhythmus, strukturelle Erkundungen und Gruppeninteraktion als um normale Improvisationen kümmere. Robertson und das Trio seien hier offensichtlich auf derselben Wellenlänge, denn auch der Trompeter scheint sich in seiner eigenen Musik mit diesen Eigenschaften zu beschäftigen. Man höre viel Improvisation, aber nur sehr wenige Soli; es sei echte Gruppenmusik. Es gebe auch lange Phasen ruhiger, spannungsaufbauender Erkundungen, die abrupt durch aggressive Explosionen mit voller Kraft unterbrochen werden. Das vielleicht eingängigste Stück sei „Dog Shit“, bei dem Robertson im Vordergrund stehe und (überraschenderweise) ein bisschen wie Miles Davis in einem dieser trägen Zwischenspiele während seiner Agharta-Phase (1975) klinge. Auch gebe es einige Referenzpunkte zu Ornette Colemans Prime Time sowie zeitweise zu Sonny Sharrock in Les’ Spiel.